# Омотойосси, Разак
Разак Омотойосси (англ. Razak Omotoyossi; 8 октября 1985, Лагос — 19 августа 2025, Бенин) — бенинский футболист, играл за сборную Бенина. Имел двойное гражданство — нигерийское и бенинское.

## Биография
Играть начал в клубе высшей лиги чемпионата Нигерии «Саншайн Старз» в 2003 году. В том же году мог завершить футбольную карьеру, так как из-за нападения на судью в матче чемпионата Нигерии был дисквалифицирован на 5 лет.
В 2004 году Омотойосси уехал в Бенин, получив в том же году гражданство этой страны. Два года играл в бенинском чемпионате за клубы АСЖА и «Побе».
Отлично проявив себя на молодёжном чемпионате мира 2005 года, в ноябре перешёл в молдавский «Шериф». В 2006 году стал чемпионом Молдавии и обладателем Кубка Молдавии. В составе клуба участвовал в матчах Лиги чемпионов УЕФА 2006/07. Во втором квалификационном раунде команда уступила московскому «Спартаку» по гостевым голам по сумме двух матчей — 1:1 (дома) и 0:0 (в гостях). За «Шериф» забил Омотойосси.
В 2007 году перешёл в шведский «Хельсингборг». Адаптация Омотойосси в клубе затянулась, но через некоторое время его взаимодействие с Хенриком Ларссоном начало приносить плоды. В чемпионате Швеции 2007 года Омотойосси вместе с игроком «Гётеборга» Маркусом Бергом стал лучшим бомбардиром, записав на свой счёт 14 мячей. Форвард сборной Бенина с шестью голами стал одним из лучших снайперов Кубка УЕФА 2007/08.
В услугах Омотойосси были заинтересованы московский «Локомотив», раменский «Сатурн» и самарские «Крылья Советов». Руководство клуба «Хельсингборг» оценивало игрока в 2 миллиона фунтов стерлингов.
В итоге, в июне 2008 года игрок был продан в клуб высшей лиги Саудовской Аравии «Аль-Наср». Несмотря на то, что игрок постоянно выходил на поле в основном составе и забивал решающие голы, в январе 2009 года он заявил о своём желании покинуть Саудовскую Аравию. Его агент вёл переговоры о полугодовой аренде в клубе «Сток Сити».
В июле 2009 года на правах свободного агента перешёл во французский клуб «Мец», выступавший в Лиге 2. Дебютировал 14 августа 2009 года в матче против клуба «Истр». Летом 2010 года покинул «Мец» и полгода оставался без клуба. Осенью 2010 года был на просмотре в нескольких английских клубах, но ни одному не подошёл. В январе 2011 года был на просмотре в российском клубе «Ростов», но и этому клубу он не подошёл.
30 марта 2011 года подписал контракт со шведским клубом ГАИС. Проведя за команду 13 матчей и забив 2 гола, 28 июля перешёл в стан другого клуба — «Сюрианска». Таким образом, в одном сезоне Аллсвенскан он выступал за 2 команды. За 4 тура до финиша чемпионата Швеции, за 110 тысяч евро перешёл в состав гранда египетского футбола — команду «Замалек».
Первый раз вышел на поле 28 октября 2011 года в матче против «Эль-Харби», закончившемся победой со счётом 3:1. Открыть счёт голам в чемпионате ему удалось 3 января 2012 года, забив гол в ворота «Петроджета». Итог встречи — 1:1. Всего в сезоне 2011/12 выходил на поле в 9 играх, забив в них 4 гола и сделав 2 голевых передачи. После трагедии в Порт-Саиде, было принято решение об отмене чемпионата.. «Замалек» после 14 игр, занимал третье место. Кроме того, футболист играл в матчах Лиги чемпионов 2012 года.
За сборную Бенина играл с 2004 по 2016 годы. Участвовал в чемпионате мира среди молодёжных команд 2005 года и Кубках африканских наций 2008 и 2010 гг. Всего сыграл 55 матчей и забил 21 мяч.
Умер 19 августа 2025 года в возрасте 39 лет.

## Достижения
Шериф
- Чемпион Молдавии: 2005/06, 2006/07
- Обладатель Кубка Молдавии: 2005/06

Личные достижения
Лучший игрок Бенина: 2013